# 依浩特·莎絲波特絲
依浩特·莎絲波特絲（Yehudit Sasportas）是一名以色列藝術家，活躍於以色列及德國。1997年，她的作品獲得以卡堡巴克涵獎學金（Ingeborg Bachman Scholarship），1999年獲得彌敦哥特斯殿娜基金獎 （Nathan Gottesdiener Foundation prize）。

## 生平
依浩特·莎絲波特絲（1969年 ─ ）出生於以色列阿什杜德。在早期作品中，她以家居物品為形象創作立體模型，例如亞里沙(1991)與垃圾桶尺度(1996)。在阿什杜德的房屋計劃裡，她以木匠和裁縫(2000)參與了其雙親公寓的建築項目，結合雕塑與繪畫，揉合不同維度的藝術。於二千年代，她逐漸將森林與沼澤等自然景物加入作品中，並加入隱喻。另外，她更開始參與影像藝術創作。2007年，她以以色列代表的身份，參與了第52屆意大利威尼斯雙年展。

## 學歷
- 1988-1989 貝爾謝巴視覺藝術學院 (College of Visual Art, Beersheva)
- 1989-1993 耶路撒冷，比撒列藝術與設計學院（Bezalel Academy of Arts and Design），藝術學士
- 1993 紐約，庫珀聯合藝術學院（Cooper Union Academy of Art），藝術與科學學院
- 1997-1999 耶路撒冷，比撒列藝術與設計學院，藝術碩士

## 獎項
- 1991 羅莎馬金優秀作品獎(Rosa Markin Prize for Excellent Work)，以色列比撒列藝術與設計學院
- 1992 妮娜維納獎學金(Nina Weiner Fellowship)，美國以色列文化基金
- 1992 埃胡德亞夏娜尼學術優異獎(Ehud Alhanani Prize for Academic Excellence)，以色列，比撒列藝術與設計學院，美術系
- 1993 羅馬施泰因曼雕塑獎(Roman Steinmann Prize for Sculpture)，荷茲利亞，荷茲利亞藝術館
- 1994 沙雷基金獎學金(Sharett Foundation Fellowship)，美國以色列文化基金，赫蓮娜勞賓斯坦雕塑獎
- 1996 青年藝術家獎，教育及文化部
- 1996 卡秩殊雕塑獎(Kadishman Prize for Sculpture)，美國以色列文化基金
- 1997 卡堡巴克涵獎學金(Ingeborg Bachman Scholarship)，狼基金(由安塞姆·基弗創辦)
- 1999 彌敦哥特斯殿娜基金獎，以色列藝術獎
- 2000 亞瑟高拉殊基金(Arthur Goldreich Foundation)，耶路撒冷，比撒列藝術與設計學院
- 2003 藝術家駐住計畫,瑞士尼爾，賓斯基金
- 2003-2005 獲選藝術家，以色列優秀文化基金(ICExcellence)
- 2004-2005 藝術家駐住計畫，德國，伯大尼藝術家之家 （页面存档备份，存于）

## 個人展覽
- 1994 繪畫，耶路撒冷，耶路撒冷藝術家之家
- 1995 圖測, 特拉維夫-雅法，特拉維夫-雅法的辦公室
- 1996 1995-96作品展：垃圾桶尺度，艾恩浩特，積高達達博物館(Janco Dada Museum)
- 1999 PVC 1999，特拉維夫雅法，諾加畫廊(Noga Gallery)
- 2000 木匠和裁縫，特拉維夫雅法，特拉維夫藝術博物館
- 2001 木匠和裁縫II， 美國紐約，德茨計劃（英语：Deitch_Projects）
- 2001 為何總是早來臨...，德國柏林，EIGEN + ART畫廊 （页面存档备份，存于）
- 2002 存檔，德國，科隆國際藝術展，EIGEN + ART畫廊，藝術家聲明
- 2002 河畔，美國三藩市，伯克利藝術博物館，Matrix 200
- 2003 沼澤與磁力蟻, 德國，萊比錫，EIGEN + ART畫廊
- 2004 珠影衛士1, 特拉維夫-雅法，索默現代藝術畫廊 （页面存档备份，存于）
- 2004 打孔機，瑞士倫茨堡，穆勒文學和語言別墅
- 2004 珠影衛士2，美國洛杉磯，蒂爾頓畫廊
- 2005 穴之光，德國德累斯頓，萊昂哈德博物館
- 2005 石榴果園，德國萊比錫，EIGEN + ART畫廊
- 2006 珠影衛士，比利時，布魯塞爾聖路加斯畫廊
- 2007 意想神會‧藝術現在式，意大利威尼斯，52屆意大利威尼斯雙年展，以色列亭，門衛
- 2008 特拉維夫-雅法，索默現代藝術畫廊
- 2008 實驗室，德國，布倫瑞克藝術協會 （页面存档备份，存于）
- 2008 英國倫敦，弗里茲藝術展，EIGEN + ART畫廊
- 2009 清除不可視之物， 西班牙薩拉曼卡，DA2 Domus Artium 2002 （页面存档备份，存于）
- 2009 德國萊比錫，EIGEN + ART畫廊
- 2009 宇宙的聲音，特拉維夫-雅法，索默現代藝術畫廊
- 2010 哈斯帕(故事)，德國，新明斯特, 赫伯特加里殊基金會 （页面存档备份，存于）
- 2011 影片，德國，萊比錫 EIGEN + ART畫廊
- 2013 七個冬季，耶路撒冷，以色列博物館